# Oxycoleus laetus
Oxycoleus laetus là một loài bọ cánh cứng trong họ Cerambycidae.